# Brugairolles
Brugairolles är en kommun i departementet Aude i regionen Occitanien  i södra Frankrike. Kommunen ligger  i kantonen Alaigne som ligger i arrondissementet Limoux. År 2022 hade Brugairolles 301 invånare.

## Befolkningsutveckling
Antalet invånare i kommunen Brugairolles
Referens: INSEE